# Báhoň
Báhoň (in ungherese Báhony) è un comune della Slovacchia facente parte del distretto di Pezinok, nella regione di Bratislava.